# Колесник Борис Олександрович
Борис Олександрович Колесник (27 січня 1921, Київ — 12 серпня 2010) — радянський офіцер-артилерист, Герой Радянського Союзу (1944).

## Біографія
Народився 27 січня 1921 року в Києві в сім'ї робітника. Українець. Закінчив середню школу.
У 1939 році призваний до лав Червоної Армії. У 1941 році закінчив Ленінградське артилерійське училище. У боях німецько-радянської війни з 22 червня 1941 року. Був начальником штабу дивізіону 627-го артилерійського полку 180-ї стрілецької дивізії 38-ї армії. Воював на Північно-Західному, Воронезькому, 1-му Українському і 2-му Українському фронтах. Член ВКП(б) з 1943 року.
У ніч на 2 жовтня 1943 року старший лейтенант Б. О. Колесник з вогневим взводом форсував Дніпро на північний схід від Києва. 4 жовтня 1943 року взвод знищив кілька вогневих точок противника, чим забезпечив утримання плацдарму, захопленого штурмовою групою. У боях з розширення плацдарму 4-12 жовтня 1943 року відбивав контратаки противника, знищив танк, шість кулеметів і багато живої сили. Сприяв переправі основних сил полку, наступу в напрямку села Старих Петрівців Вишгородського району Київської області.
Указом Президії Верховної Ради СРСР від 10 січня 1944 року за відвагу і героїзм, проявлені в боях з німецько-фашистськими загарбниками старшому лейтенанту Борису Олександровичу Колеснику присвоєно звання Героя Радянського Союзу з врученням ордена Леніна і медалі «Золота Зірка» (№ 1831).

Могила Бориса Колесника

Після закінчення війни продовжував службу в армії. У 1956 році полковник Б. О. Колесник звільнився в запас. Працював викладачем в політехнікумі. Жив у Києві. Помер 12 серпня 2010 року. Похований в Києві на Байковому кладовищі (ділянка № 8а).

## Нагороди
Нагороджений орденом Леніна, орденом Червоного Прапора, орденом Олександра Невського, орденом Вітчизняної війни 1-го ступеня, медалями.